# SIS Storm Smíchov
SIS Storm je pražský mužský lakrosový sportovní klub. Mezi lety 2005 a 2014 se klub účastnil obou nejvyšších domácích soutěž - NBLL a NFLL. Klub hraje svá domácí utkání ve sportovním areálu Mrázovka na Praze 5.

## Historie
Historie týmu sahá do roku 2004, kdy vznikl mužský lakrosový oddíl LC Slavia Praha jako součást ženského lakrosového klubu LK Flamingo Slavia Praha. Do boxlakrosové ligy NBLL LC Slavia poprvé zasáhla v roce 2005. O dva roky později dosáhla zatím nejlepšího výsledku, když se umístila na čtvrtém místě. V roce 2007 poprvé nastoupila i do fieldlakrosové ligy NFLL a stala se jejím pravidelným účastníkem až do roku 2014. Od roku 2004 klub patřil také mezi pravidelné účastníky Memoriálu Aleše Hřebeského. Klub se stal v roce 2012 součástí TJ Sokol Smíchov

## Týmy a soutěže
- Muži - v roce 2016 klub nestartoval v žádné domácí soutěži
- Ženy - TJ Sokol I. Smíchov Flamingo Národní Liga Ženského Lakrosu